# 黑龙江鸡西矿难列表
在中国黑龙江省鸡西市境内发生的矿难：
- 2002年6月20日，鸡西矿业集团城子河煤矿特大瓦斯爆炸事故，造成124人死亡、24人受伤。[1]
- 2004年2月23日，鸡西市梨树区鸡西煤业公司百兴煤矿井下发生瓦斯爆炸，共造成37人死亡。
- 2006年11月25日，鸡西市恒山区远华煤矿发生一起瓦斯爆炸事故，26人遇难。
- 2008年2月28日，鸡西市麻山区建宝煤矿发生透水事故，14人死亡。[2]